# John Byron
För andra betydelser, se John Byron (olika betydelser).

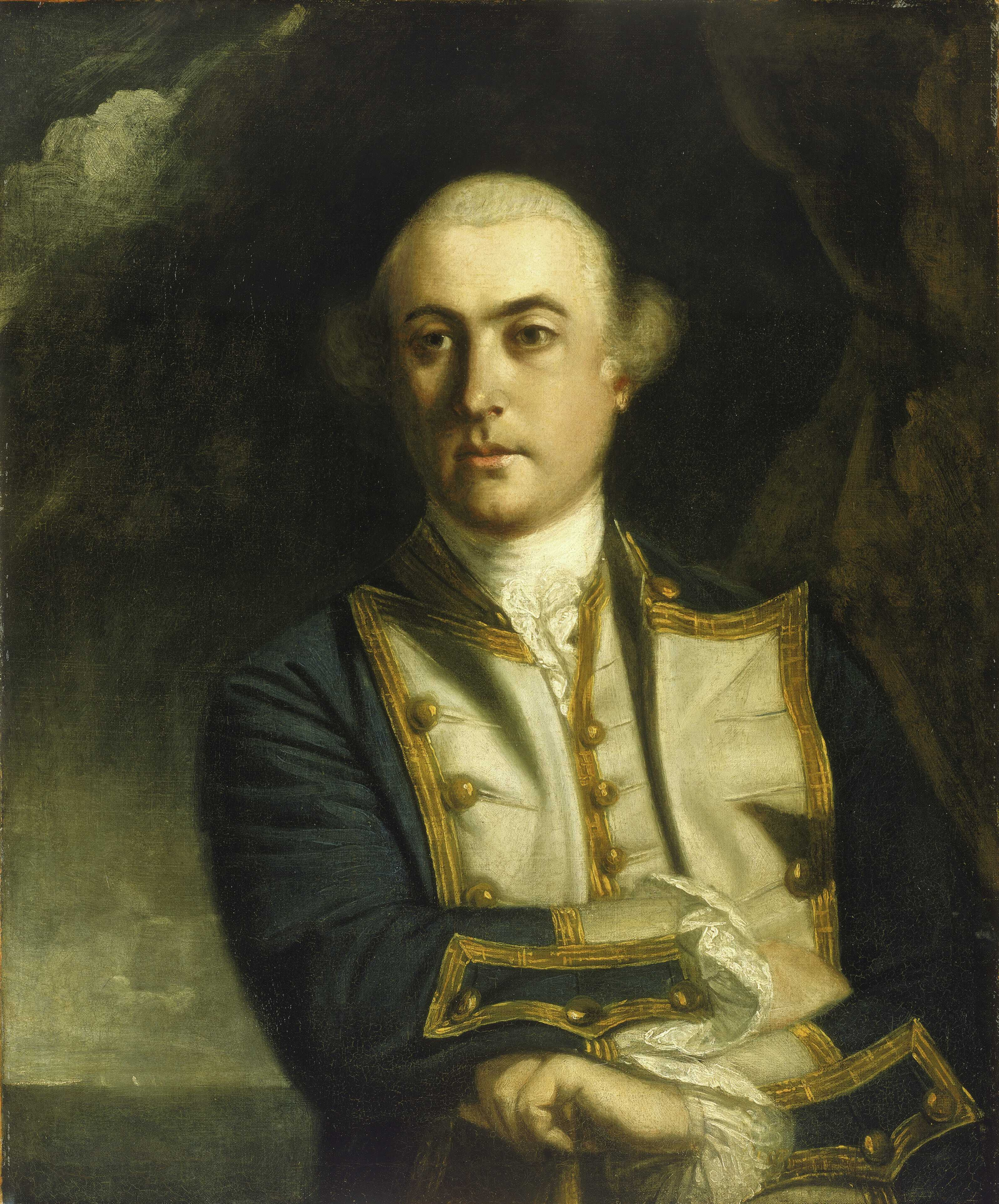
John Byron, ca 1795 av Joshua Reynolds

John Byron, född den 8 november 1723 i Newstead Abbey, Storbritannien, död 10 april 1786 i London. Byron var en brittisk sjöofficer och upptäcktsresande vilken betraktas som upptäckaren av Atafu-atollen i Tokelau och några öar bland Gilbertöarna i Kiribati i Stilla Havet.

## Byrons tidiga liv
Byron var andre son till William Byron, 4:e baron Byron av Rochdale.
John Byron mönstrade på 1731 i den brittiska flottan Royal Navy. 1740 deltog Byron som sjökadett på fregatten HMS Wager i George Ansons försök till världsomsegling. Skeppet förliste dock utanför Chiles sydkust i Patagonien och de överlevande fick en äventyrlig färd genom Sydamerika till Rio de Janeiro. Byron återvände till England omkring 1745.
Efter befordran till kommendörkapten 1746 tjänstgjorde Byron med sin fregatt HMS Siren i slutet av det Österrikiska tronföljdskriget (1740–1748). Därefter tjänstgjorde han i Nordamerika under Sjuårskriget (1754–1763). Byron återvände till England i november 1763.

## Expeditionen till Stilla Havet

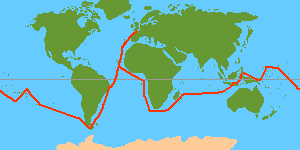
Byrons expedition

Befordrad till kommendör genomförde Byron åren 1764 till 1766 en världsomsegling med fregatten HMS Dolphin och korvetten HMS Tamar, där även Philip Carteret deltog. Expeditionen lämnade Portsmouth den 2 juli 1764 och seglade förbi västra Afrika mot Kap Verdeöarna och över Atlanten till Rio de Janeiro där man gjorde ett uppehåll.
Den 21 oktober fortsatte resan söderut förbi Patagonien och Falklandsöarna in i Stilla havet genom Magellans sund i april 1765. Därefter från Juan Fernández-öarna och förbi Tuamotuöarna och Tahiti västerut för att söka efter Salomonöarna vilka dock aldrig återfanns. 
I Stilla havet upptäckte Byron Atafuatollen (i nuvarande Tokelau) den 21 juni 1765 och Nikunauön (i nuvarande Kiribati) den 2 juli samma år. Därefter styrdes kosan västerut mot Nordmarianerna och vidare förbi Filippinerna mot Batavia (nuvarande Jakarta). Han fann även en ny passage mellan Niu Ailanön (New Ireland) och Lavongaiön (New Hanover) i nuvarande Papua Nya Guinea.
Efter uppehållet i Batavia påbörjades hemresan i december förbi Godahoppsudden och tillbaka till England dit expeditionen återkom i maj 1766.

## Byrons senare liv
Byron var guvernör i provinsen Newfoundland mellan 1769 och 1772. År 1775 blev han befordrad till konteramiral och 1778, när han tjänstgjorde i Västindien, till viceamiral. ^År 1779 återvände Byron till England där han levde stillsamt fram till sin död den 10 april 1786 i London.
Byrons sonson var den kände poeten och äventyraren Lord Byron.